# 신기초등학교 (문경시)
신기초등학교는 대한민국 경상북도 문경시에 있는 공립 초등학교이다.

## 학교 연혁
- 1957년 2월 15일: 개교

## 참고 자료
- 신기초등학교 - 한국교육학술정보원 학교알리미